# 追分駅 (滋賀県)
追分駅（おいわけえき）は、滋賀県大津市追分町にある、京阪電気鉄道京津線の停留場。駅番号はOT33。
滋賀県の駅では最西端に位置する。

## 歴史
- 1912年（大正元年）8月15日：京津電気軌道三条大橋 - 札ノ辻間開通時に開業。
- 1925年（大正14年）2月1日：会社合併により京阪電気鉄道京津線の停留場となる[2]。
- 1932年（昭和7年）2月16日：国道1号の改修工事より併用軌道から専用軌道化される[3]。
- 1943年（昭和18年）10月1日：会社合併により京阪神急行電鉄の停留場となる。
- 1949年（昭和24年）12月1日：会社分離により、改めて京阪電気鉄道の停留場となる。
- 1974年（昭和49年）10月17日：西大津バイパスのインターチェンジ設置・国道1号の拡幅工事に伴い付近の線路を北へ約15m移設。
- 1979年（昭和54年）9月30日：西大津バイパスの工事進展に伴い西寄りに移設[2]。
- 1996年（平成8年）11月14日：800系電車に対応してホームを4輌編成用に西側に延長。
- 2002年（平成14年）3月1日：京津線に「スルッとKANSAI」システムの導入のため自動改札機・精算機を設置、使用開始。
- 2007年（平成19年）4月1日：ICカード「PiTaPa」の利用が可能となる。
- 2013年（平成25年）9月15日：台風18号の豪雨により地下通路が水没[4]。
- 2019年（平成31年・令和元年）：自動改札機が撤去され、IC専用簡易改札機・集札箱のみになる。

## 停留場構造

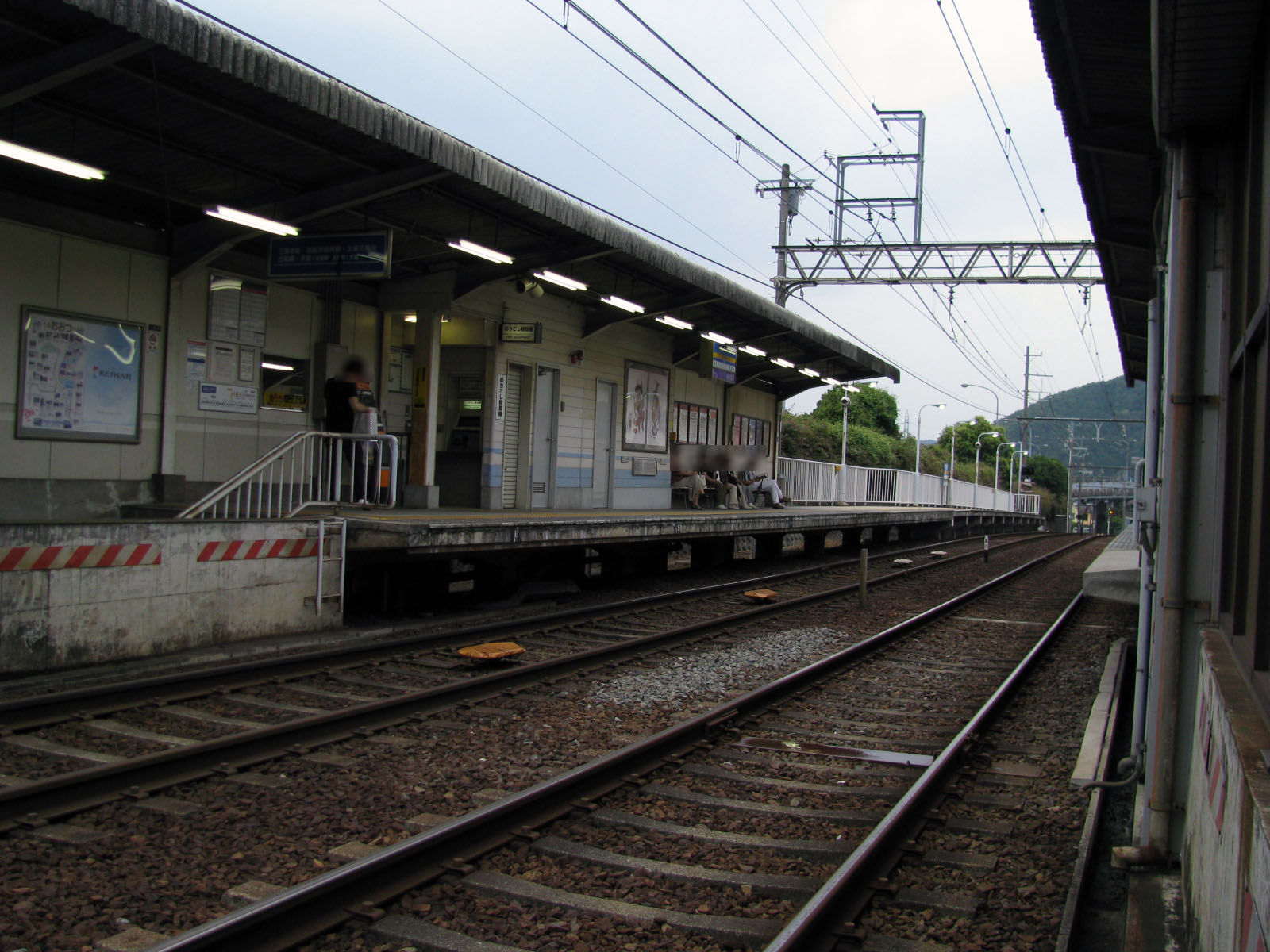
ホーム（2008年8月）

相対式ホーム2面2線を持つ地上駅である。線路の地下と停留場南側の国道1号の地下に南北自由通路が通り、ホームとつながっている。上下線で改札口が独立しているため、改札内でホーム同士を行き来することはできない。なお、改札口は各ホームのびわ湖浜大津寄りにある。
駅員は通常京都方面行改札口におり、びわ湖浜大津方面行列車到着時には反対側ホームの改札口に廻り集札などを行う。ただし駅員が配備されるのは、平日は朝ラッシュと午後から夜間にかけて、土休日は昼間のみ。それ以外の時間帯は無人となる。
大津絵の発祥の地と言うこともあり、800系に対応してホームを改良した際ホーム屋根の壁面に大津絵の複製が2枚ずつ掲げられている。

### のりば
| ホーム | 路線    | 方向 | 行先                     | 備考                         |
| ------ | ------- | ---- | ------------------------ | ---------------------------- |
| 北側   | ▲京津線 | 上り | びわ湖浜大津方面         |                              |
| 南側   | ▲京津線 | 下り | 三条京阪・太秦天神川方面 | 御陵駅より地下鉄東西線へ直通 |

- ホーム有効長は4両。のりば番号は設定されていない。

## 利用状況
1日：1,485人 （2009年11月10日調べ）『京阪百年のあゆみ』資料編より

## 停留場周辺
- 大津藤尾簡易郵便局
- 大津市立藤尾小学校
- 大津市藤尾市民センター
  - 大津市役所藤尾支所
  - 大津市立藤尾公民館
- 佛立寺
- 閑栖寺
- 摂取院
- 国道1号
- 国道161号（西大津バイパス）
- 名神高速道路京都東IC
- 髭茶屋追分

## 隣の停留場
京阪電気鉄道
▲京津線
四宮駅 (OT32) - 追分駅 (OT33) - 大谷駅 (OT34)